# Jimmy Cobb

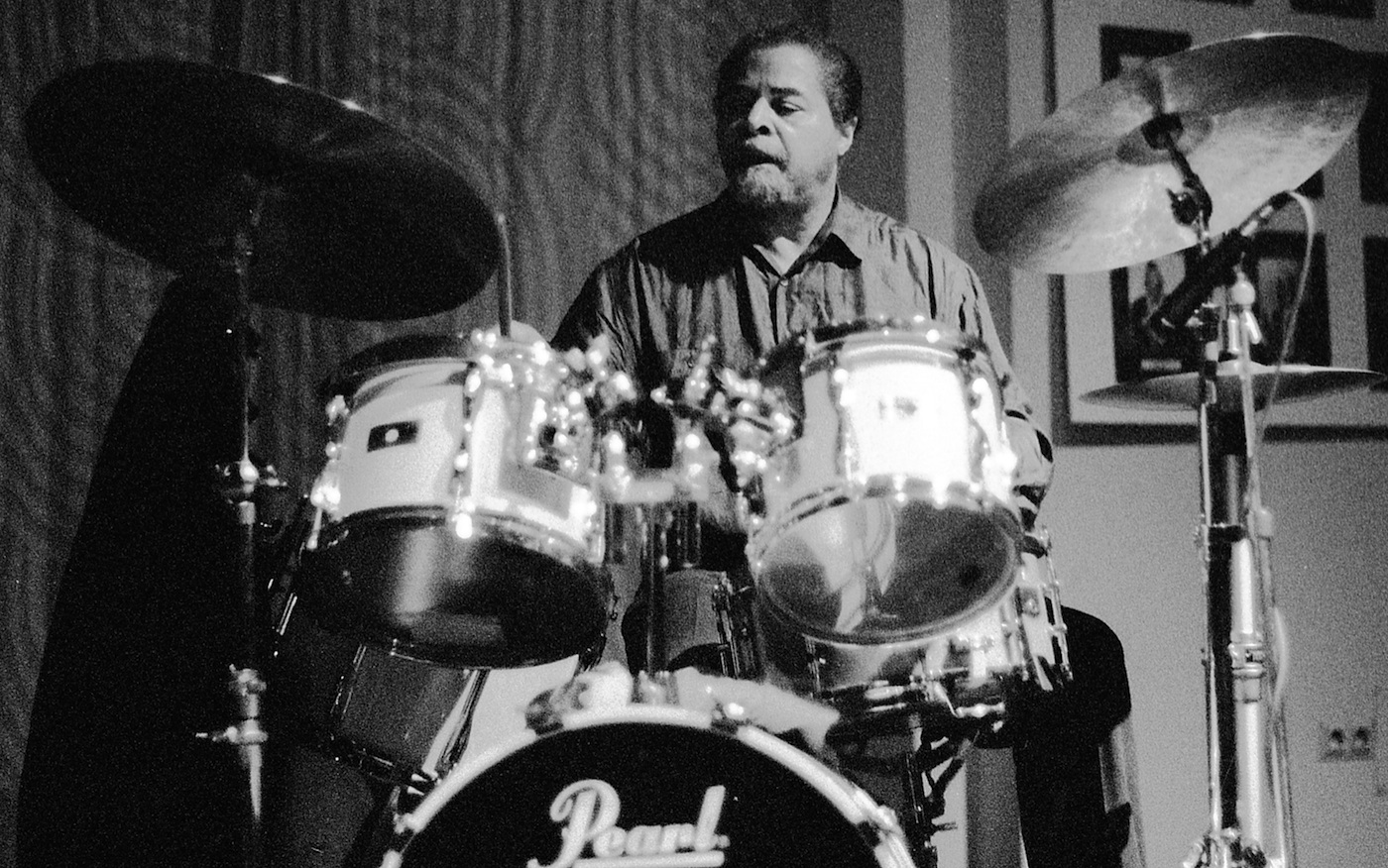
Jimmy Cobb con el Nat Adderley Quintet, 1993

Wilbur James Cobb (Washington D. C., 20 de enero de 1929 - Manhattan, 24 de mayo de 2020) fue un baterista de jazz estadounidense.

## Carrera
Jimmy Cobb, fue un reconocido acompañante y solista, más conocido por ser una parte clave del primer gran quinteto de Miles Davis de fines de la década de 1950. Fue el batería en el legendario álbum de Miles Davis, Kind of Blue (1959). Participó en otros álbumes de Davis como Sketches of Spain, Someday My Prince Will Come, Miles Davis at Carnegie Hall, In Person Friday and Saturday Nights at the Blackhawk, Complete, y brevemente en Porgy and Bess y Sorcerer.
En gran parte autodidacta, se formó en su ciudad natal de Washington D. C., tocando con Charlie Rouse, Frank Wess y Billie Holiday, entre otros. En 1950, se unió a Earl Bostic, con quien hizo sus primeras grabaciones, antes de actuar con Dinah Washington, Pearl Bailey, Clark Terry, Dizzy Gillespie y Cannonball Adderley.
En 1957, comenzó a tocar con Miles Davis, y finalmente se incorporó a la sección rítmica legendaria que incluía a Paul Chambers en el bajo y Wynton Kelly en el piano. Entre 1957 y 1963, tocó (junto con los saxofonistas John Coltrane y Cannonball Adderley) en algunos de los discos más destacados de Davis: Kind of Blue, Sketches of Spain, Someday My Prince Will Come, Live at Carnegie Hall, Live at the Blackhawk, y Porgy y Bess, entre otros.
En 1963, dejó la banda de Davis para continuar trabajando como trío con Chambers y Kelly. El trío se disolvió a finales de la década de 1960, y Cobb trabajó con la cantante Sarah Vaughan durante nueve años. Luego trabajó de manera independiente durante los siguientes 20 años con artistas como Sonny Stitt, Nat Adderley, Ricky Ford, Hank Jones, Ron Carter, George Coleman, David "Fathead" Newman y Nancy Wilson.
En 2006, Branford Marsalis lo hizo participar en las Marsalis Music Honor Series, en el 75 cumpleaños de Cobb. Desde entonces ha lanzado varios álbumes como líder - New York Time, Cobb's Corner ... - tocando con grandes músicos como los pianistas Cedar Walton y Hank Jones y otros más jóvenes como el bajista Christian McBride y trompetista Roy Hargrove.
Continuó tocando música en Nueva York, donde vivía y lideraba su propia banda "So What" de Jimmy Cobb, que celebró los 50 años de Kind of Blue. También impartió clases magistrales en el Taller de Jazz de la Universidad de Stanford y en la Nueva Escuela de Jazz y Música Contemporánea, la Universidad de Greensboro en Carolina del Norte y el Centro Internacional de las Artes en la Universidad Estatal de San Francisco en California.

## Fallecimiento
Falleció a los noventa y un años el 24 de mayo de 2020 en su domicilio en Manhattan a causa de un cáncer de pulmón.

## Premios
En junio de 2008, fue el destinatario del Premió Don Redman a una carrera. El 17 de octubre de 2008, de fue uno de los seis artistas en recibir el Premio NEA Jazz Masters de 2009 de la fundación Nacional para las Artes.

## Discografía

### Como líder
- Encounter (Philology, 1994)
- Only for the Pure of Heart (Fable/Lightyear, 1998)
- So Nobody Else Can Hear (Expansion, 2000)
- Four Generations of Miles: A Live Tribute to Miles (Chesky, 2002)
- Cobb's Groove (Milestone, 2003)
- Tribute to Wynton Kelly & Paul Chambers (Sound Hills, 2004)
- Cobb Is Back in Italy! (Azzurra, 2005)
- Marsalis Music Honors Series: Jimmy Cobb (Marsalis/Rounder, 2006))
- Taking a Chance on Love (Azzurra, 2006)
- New York Time (Chesky, 2006)
- Cobb's Corner (Chesky, 2007)
- Jazz in the Key of Blue (Chesky, 2009)
- Live at Smalls (Smallslive, 2010)
- The Original Mob (Smoke Sessions, 2014)
- You'll See (SteepleChase, 2016)[6]

### Como sideman
Con Pepper Adams-Donald Byrd Quintet
- Out of this World (Warwick, 1961)

Con Cannonball Adderley
- Sophisticated Swing (EmArcy, 1956)
- Cannonball Enroute (EmArcy, 1957)
- Cannonball's Sharpshooters (EmArcy, 1958)
- Jump for Joy (EmArcy, 1958)
- Cannonball Adderley Quintet in Chicago (Mercury, 1959)
- Cannonball Takes Charge (Riverside, 1959)

Con Nat Adderley
- That's Right! (Riverside, 1960)
- On the Move (Theresa, 1983)
- Blue Autumn (Theresa, 1983)
- We Remember Cannon (In + Out, 1989)
- Autumn Leaves (Sweet Basil, 1990)
- Work Song: Live at Sweet Basil (Sweet Basil, 1990 [1993])
- Talkin' About You (Landmark, 1990 [1991])

Con Toshiko Akiyoshi
- Toshiko Mariano and her Big Band (Vee-Jay, 1964)

Con Lorez Alexandria
- Alexandria the Great (Impulse!, 1964)
- More of the Great Lorez Alexandria (Impulse!, 1964)

Con Geri Allen
- Timeless Portraits and Dreams (Telarc, 2006)

Con Dorothy Ashby
- Soft Winds (Jazzland, 1961)

Con Kenny Barron y John Hicks
- Rhythm-a-Ning (Candid, 1989)

Con Walter Benton
- Out of This World (Jazzland, 1960)

Con Walter Bishop, Jr.
- The Walter Bishop Jr. Trio / 1965 (Prestige, 1963 [1965])

Con Nick Brignola
- Burn Brigade (Bee Hive, 1979)

Con Al Cohn
- Son of Drum Suite (RCA Victor, 1960)

Con John Coltrane
- Standard Coltrane (Prestige, 1958)
- Stardust (Prestige, 1958)
- Kenny Burrell and John Coltrane (Prestige, 1958)
- Bahia (Prestige, 1958)
- Giant Steps on "Naima" only (Atlantic, 1959)
- Coltrane Jazz (Atlantic, 1959)

Con Miles Davis
- Porgy and Bess (Columbia, 1958)
- 1958 Miles (Columbia, 1958)
- Jazz at the Plaza (Columbia, 1958)
- Kind of Blue (Columbia, 1959)
- Sketches of Spain (Columbia, 1960)
- Someday My Prince Will Come (Columbia, 1961)
- In Person Friday and Saturday Nights at the Blackhawk, Complete (Columbia, 1961)
- Miles & Monk at Newport (Columbia, 1963)
- Miles Davis at Newport 1955-1975: The Bootleg Series Vol. 4 (Columbia Legacy, 2015)

Con Kenny Dorham
- Blue Spring (Riverside, 1959)

Con Kenny Drew
- Lite Flite (SteepleChase, 1977)

Con Ricky Ford
- Flying Colors (Muse, 1980)
- Tenor for the Times (Muse, 1981)
- Interpretations (Muse, 1982)
- Future's Gold (Muse, 1983)
- Shorter Ideas (Muse, 1984)
- Saxotic Stomp (Muse, 1987)

Con Curtis Fuller
- Soul Trombone (Impulse!, 1961)

Con Benny Golson
- Pop + Jazz = Swing (Audio Fidelity, 1961) – also released as Just Jazz!
- Turning Point (Mercury, 1962)

Con Paul Gonsalves
- Gettin' Together (Jazzland, 1960)

Con Bill Hardman
- Saying Something (Savoy 1961)

Con Joe Henderson
- Four (Verve, 1968)
- Straight, No Chaser (Verve, 1968)

Con John Hendricks
- Freddie Freeloader (Denon, 1990)

Con John Hicks y Elise Wood

- Luminous (Nilva, 1985)

Con Wynton Kelly
- Kelly Blue (Riverside, 1959)
- Wynton Kelly! (Vee-Jay, 1961)
- Someday My Prince Will Come (Vee-Jay, 1961)
- Comin' in the Back Door (Verve, 1963)
- It's All Right! (Verve, 1964)
- Undiluted (Verve, 1965)
- Blues on Purpose (Xanadu, 1965)
- Full View (Riverside, 1967)
- Last Trio Session (Delmark, 1968)

Con Hubert Laws
- Las Leyes de Jazz (Atlántico, 1964)

Con Johnny Lytle
- New and Groovy (Tuba, 1966)

Con Harold Mabern
- To Love and Be Loved (Smoke Sessions, 2017)

Con Pat Martino
- Desperado (Prestigio, 1970)

Con Ronnie Mathews
- Legado (Colmena de Abeja, 1979)

Con Billy Mitchell
- De Lawd's Blues (Xanadu, 1980)

Con Wes Montgomery
- Full House (Riverside, 1962)
- Boss Guitar (Riverside, 1963)
- Guitar on the Go (Riverside, 1963)
- The Alternative Wes Montgomery (Riverside, 1963)
- Smokin' at the Half Note (Verve, 1965)
- Smokin' Guitar (Verve, 1965)
- Willow Weep for Me (Verve, 1969)

Con Art Pepper
- Gettin' Together (Contemporary, 1960)

Con Jimmy Raney
- Here's That Raney Day (Ahead, 1980)

Con Sonny Red
- Out of the Blue (Blue Note, 1960)
- The Mode (Jazzland (1961)
- Images (Jazzland, 1961)

Con Shirley Scott
- For Members Only (Impulse!, 1963)
- On a Clear Day (Impulse!, 1966)

Con Wayne Shorter
- Introducing Wayne Shorter (Vee-Jay, 1959)

Con Don Sleet
- All Members (Jazzland, 1961)

Con Teri Thornton
- Devil May Care (Riverside, 1961)

Con Bobby Timmons
- This Here is Bobby Timmons (Riveside, 1960)
- Easy Does It (Riverside, 1961)
- From the Bottom (Riverside, 1964)
- The Soul Man! (Prestige, 1966)
- Got to Get It! (Milestone, 1967)

Con Norris Turney
- Big, Sweet 'n Blue with Larry Willis and Walter Booker (Mapleshade, 1993)

Con Phil Upchurch
- Feeling Blue (Milestone, 1967)

Con Sarah Vaughan
- Live in Japan (Mainstream, 1975)
- Ronnie Scott's Presents Sarah Vaughan Live (Pye, 1977)

Con Cedar Walton
- Vals de medianoche (Venus, 2005)

Con C. I. Williams
- When Alto Was King (Mapleshade, 1997)